# إدوارد بليو
إدوارد بليو، فيسكاونت إكسماوث الأول (بالإنجليزية: Edward Pellew, 1st Viscount Exmouth) ضابط بحري بريطاني، قاد الحملة العسكرية على الجزائر سنة 1816 بصحبة الأمير فان كابلان ورغم فشلها إلا أنها ألحقت خسائر كبيرة على الجزائر.
يقال أنه عند وصول اللورد اكسماوث قرب السواحل هبت عاصفة، ومن النادر أن تهب عاصفة في المنطقة فقال اللورد أقسم أن هذا البلد محروس بأرواح.